# يوسف عيدابي
يوسف عيدابي (ولد في 1944 في عطبرة)، هو شاعر وناقد ومخطط ثقافي سوداني، من الجيل المؤسس لحركة المسرح السوداني الحديث. يشغل منصب المستشار الثقافي لحاكم الشارقة سلطان بن محمد القاسمي.

## السيرة الذاتية
هو شاعر وناقد ومخطط ثقافي سوداني، من الجيل المؤسس لحركة المسرح السوداني الحديث، تدريساً وإدارة وكتابة وتنظيراً، وهو شاعر وكاتب مسرحي وكان درس الحقوق ثم انتقل لدراسة السينما في رومانيا وانتج عددا من الافلام القصيرة التي احرزت جوائز عدة، ولكنه حاز شهادة الدكتواره في المسرح على موضوع «توظيف الاساطير في المسرح العربي المعاصر»، كما عرف بتحقيقه واعداده منشورات تراثية وببلوغرافية وتوثيقية عديدة، فضلاً عن اشغاله الادارية في البرامج والمسابقات واللجان الثقافية سواء في الخرطوم أو في الإمارات التي استقر بها منذ أوائل ثمانينات القرن الماضي حيث شارك الشاعر السوري محمد الماغوط في الاشراف على الملحق الثقافي في صحيفة الخليج لسنوات عدة، وكان الكاتب الذي يلقب بـ«شاعر المسرح السوداني» استهل نشاطه المسرحي اواخر ستينيات القرن الماضي في الخرطوم، وعلى رغم انجازه جملة من النصوص الشعرية والمسرحية إلا ان اللحظة الفارقة في مسيرته كانت في 1974 حيث كتب مسرحيته الذائعة «حصان البياحة» ممثلاً رؤيته النظرية الهادفة إلى «مسرح لعموم أهل السودان» في تماه جمالي ملفت مع حركة فكرية توفيقية عرفها المشهد الثقافي السوداني في تلك الحقبة تحت اسم «الغابة والصحراء» وهي سعت إلى ترسيخ فكرة ان الثقافة السودانية هي مزيج من الثقافتين «الأفريقية والعربية» بحيث يحيل رمز الغابة إلى الافريقيانية والصحراء إلى العروبية)، قطعاً مع حركات فكرية أخرى كانت سائدة وقتها وكانت تتبنى منظورا اما افريقيا أو عربيا في تعبيرها عن الثقافة السودانية.

يشغل مناصب المستشار الثقافي لحاكم الشارقة سلطان بن محمد القاسمي ومستشار الهيئة العربية للمسرح. تحصل على دكتوراه في تاريخ ونظرية المسرح (دراسات مقارنة) من جامعة بوخارست (رومانيا)، وهو متخصص في علوم المسرح والسينما.

هو مؤسس مشارك لتيار مدرسة الغابة والصحراء في السودان، ومؤسس مسرح عموم أهل السودان.

## مؤلفاته المسرحية
- العصفورة والممثلون (شاركت في مهرجان الشباب العربي بالجزائر عام 1972).
- حصان البياحة.
- المشوهون.
- الممسوسون.
- الفنار.
- الحلم.

## الجوائز والتكريم
- حاز جائزة رواد المسرح في الإمارات من مسرح رأس الخيمة الوطني (الإمارات) في فبراير 1999.
- حاز جائزة شخصية المهرجان المسرحية من مهرجان أيام البقعة المسرحية (السودان) في إبريل 2006.
- حاز جائزة رواد المسرح العربي في المهرجان السادس للمسرح العربي (الجمعية المصرية لهواة المسرح) في مارس 2007.
- حاز «مفتاح مدينة الشارقة» من الشيخ سلطان بن محمد القاسمي حاكم الشارقة في معرض الشارقة الدولي للكتاب (الإمارات) في أكتوبر 2009.
- حاز براءة تقدير وتكريم مهرجان دمشق للفنون المسرحية (الدورة الخامسة عشرة) في 2010.
- كلَف من طرف الهيئة العربية للمسرح بكتابة وإلقاء رسالة المسرح في اليوم العربي للمسرح بالرباط في 10 يناير 2015 في افتتاح مهرجان المسرح العربي.

## روابط خارجية
- حوار.
- عيدابي متكلما في ندوة مؤسسة الشارقة للفنون.
- حوار إذاعي.
- مجموعة من اصدارات الدكتور يوسف عيدابي.